# AEG B.III
Die AEG B.III war das letzte zweisitzige unbewaffnete Aufklärungsflugzeug der Allgemeinen Elektricitäts-Gesellschaft, Abteilung Flugzeugbau, Hennigsdorf. Außerdem wurde sie als Schulungsflugzeug genutzt. Die B.III war ein zweistieliger Doppeldecker mit einem Mercedes-D.II Reihenmotor. Sie unterschied sich nur gering von ihrem Vorgängermodell, der AEG B.II, und ihr Entwurf galt eher als Verschlechterung gegenüber der B.II.
Als Nachfolger gilt das Modell C.I.

## Technische Daten AEG B.III
| Kenngröße             | Daten                                                                                     |
| --------------------- | ----------------------------------------------------------------------------------------- |
| Besatzung             | 2                                                                                         |
| Länge                 | 7,90 m                                                                                    |
| Spannweite            | 13,10 m                                                                                   |
| Flügelfläche          | 41,00 m²                                                                                  |
| Leermasse             | 650 kg                                                                                    |
| Triebwerk             | wassergekühlter 6-Zylinder-Reihenmotor Mercedes D.II mit 120 PS (ca. 90 kW) Startleistung |
| Höchstgeschwindigkeit | 110 km/h in NN                                                                            |
| Bewaffnung            | –                                                                                         |